# Loose (album)
Loose is het derde studioalbum van de Canadese singer-songwriter Nelly Furtado, dat in juni 2006 werd uitgebracht door Geffen Records, waarbij de Nederlandse release op 12 juni plaatsvond. Het album, dat geproduceerd werd door Timbaland en zijn toenmalige protegé Danja, bevat invloeden vanuit de dance, R&B en hiphop en kenmerkt een verandering van richting van de zangeres door het thema van de vrouwelijke seksualiteit te verkennen.
Furtado verkreeg kritiek door de meer sexy portrettering van de zangeres dat volgens de pers bedoeld was om hogere albumverkopen te behalen. Deze negatieve publiciteit ging door na de plagiaatbeschuldigingen aan Timbalands adres. Desondanks was het album zowel kritisch als commercieel een succes en is het album het grootste album van de zangeres tot op heden door hoge noteringen te behalen en goed te verkopen. In een persbericht dat in november van 2007 werd verzonden, werd bekendgemaakt dat het album reeds zeven miljoen verkocht is. Het succes werd mede mogelijk gemaakt door het commerciële succes van de singles, waaronder Promiscuous, Say It Right en All Good Things (Come to an End), die vele nummer-1 posities behaalden en tevens werden deze eerste twee genomineerd voor respectievelijk de Grammy Award voor Best Pop Collaboration with Vocals en Best Female Pop Vocal Performance.

## Stijl
Furtado zei bij de release van de vorige twee albums dat ze zichzelf als een muzikant wilde bewijzen en respect wilde verdienen door een wijd gebruik aan instrumenten op een album, iets dat niet het geval is bij hiphopalbums. Nadat ze geloofde dat ze dat ze dit doel bereikt had, voelde ze de vrijheid om muziek te maken van de soort waarvan ze hield. Een andere probleem bij het gebruik van hiphop op de eerdere albums was dat ze dacht dat het niet goed genoeg was om als basis te werken op de eerdere albums.
Voor de eerste keer werkte Furtado met meerdere producers en werkte meer samen bij de totstandkoming van het album. Op het album werkte ze met hiphopproducer Timbaland en Danja en experimenteert ze met een meer R&B- en hiphopgeluid met volgens haar "surreële en theatrale elementen van de muziek uit de jaren '80. Furtado beschreef het album als meer urban, meer Amerikaans, meer hiphop en meer vereenvoudigd dan haar eerder werk, dat meer gelaagd en gestructureerd was. Bij het opnemen van Loose was ze minder actief op het producergebied en impulsiever en liet de producers meer het werk doen.
Furtado luisterde tijdens de opnames van Loose naar verschillende electro en rockmuzikanten, waaronder Bloc Party, System of a Down, Queens of the Stone Age, Metric en Death from Above 1979, waarvan sommige invloeden leidden tot het rockgeluid dat ook aanwezig is op het album. De mixers van het album hielden rekening met Timbaland en Furtado's rockinvloeden waardoor zij de nummers op het mengpaneel in de studio mixten in plaats van een uitgebreidere en geavanceerde mixer. Furtado had liever het luidere geluid dat deze mixer veroorzaakte waardoor het meer op haar demo's leek.
De wat lossere houding van Furtado in het opnameproces zorgde voor de albumtitel Loose. Zij noemt het een album met rauwe elementen zoals distorted baslijnen, gelach tijdens de studio en ruimte voor fouten. Een andere reden voor de titel is dat sommige nummers uit spontaniteit ontstonden.

## Thema's
Loose is ook gedeeltelijk genoemd voor de R&B-girlgroup TLC, die zij bewondert voor "het terugnemen van hun seksualiteit en het laten zien dat zij volledige vrouwen waren". Ze wilde dat het album "assertief en cool" en "sexy maar vol plezier" moest zijn, net als TLC, MC Lyte, Queen Latifah en Janet Jackson, die Furtado inspireerde omdat zij "zich goed voelde in haar seksualiteit en vrouwelijkheid toen haar single That's the Way Love Goes uitbracht in 1993. Furtado zei verder dat het album niet echt om de songteksten gaat, maar om toe te geven aan plezier, "het maakt niet uit of het om dansen of het bedrijven van liefde gaat". Zij probeerde, volgens haar, niet om sexy te zijn op het album, omdat ze voelde dat ze dat al was.
Het eerste nummer, een samenwerking met rapper Attitude, is een beschrijving van Furtado's angst over hoe men over haar denkt en zei dat het refrein haar doet denken aan het lopen door de gang van de middelbare school omdat het toen om het uiterlijk ging. Vroeger gaf ze niet om wat men over haar dacht, maar in feite was dat wel zo. Verder vergeleek ze Maneater met hoe men barst van zelfvertrouwen als zij in hun ondergoed voor een spiegel dansen en zei ze dat Promiscuous, een samenwerking met Timbaland, geïnspireerd is door enig geflirt met Attitude, die ook meeschreef aan het nummer. Ze beschreef het vijfde nummer Showtime als een "propere R&B slowjam. Het album bevat ook wat donkere en droevigere nummers, die The Sunday Times als verrassend beschreef. Het zevende nummer Te Busqué, een samenwerking met Juanes, gaat over Furtado's ervaringen met depressie die ze had rond haar zeventiende. Bij Say It Right weet ze niet precies waar het nummer over gaat, maar het heeft wel het gevoel dat ze had toen ze het nummer schreef. In God's Hands gaat over het beëindigen van de relatie met DJ Jasper Gahunia, met wie zij een dochter heeft.

## Productiegeschiedenis
Furtado begon met het werken aan Loose door een samenwerking met emcee Jellystone, dat ze beschreef als een hiphopworkshop. Ze werkte in Londen met Nellee Hooper aan reggaegeoriënteerde muziek en met Lester Mendez aan akoestische nummers, waarbij een leidde tot Te Busqué, dat meegeschreven is door Juanes. Ook werkte ze in Los Angeles met Rock Nowels, die meeschreef aan In God's Hands en Somebody to Love en deze ook produceerde. In Miami werkte ze samen met Pharrell, die haar kennis liet maken met reggaeton, en met Scott Storch en ging vervolgens de studio's in met Timbaland en Danja die samen acht nummers produceerde en Danja er een alleen deed.
Furtado nam ongeveer veertig nummers op voor Loose, waaronder een samenwerking met Justin Timberlake in het nummer Crowd Control die ze beschreef als "een soort van sexy en een schattig, clubby, upbeat en plezierige nummer". Andere albumkandidaten waren Chill Boy, Friend of Mine, Go, Hands in the Air, Pretty Boy, Vice en Weak.
Op een dagboek op haar website zei ze ook dat ze een remix van Maneater met rapper Lil' Wayne had opgenomen, dat alleen uitgebracht werd op een compilatiealbum van Timbaland. Een andere samenwerking met Chris Martin van Coldplay op All Good Things ging niet door op verzoek van Martin's label EMI, waardoor zijn vocalen uit het nummer werden verwijderd.

## Commercieel
Loose debuteerde in haar thuisland Canada op de eerste plek, met een verkoop van 34.000 albums in haar eerste week dat het sterkste debuut van een Canadese artiest was. Na een Canadese tour en een optreden in Canadian Idol, keerde het album terug op de eerste plek en bleef tot januari 2007, een half jaar na de release, in de buurt van de eerste plek en behaalde deze opnieuw in januari. Het album was het op drie na best verkochte album uit 2006 in Canada en het best verkochte van een vrouwelijke soloartiest. Het album verbleef 57 weken in de top twintig en is bekroond met de status van vijf maal platina door ruim 500.000 keer verkocht te worden.
In de Verenigde Staten debuteerde het eveneens op de eerste plek met een eersteweeksverkoop van 219.000 en heeft de dubbelplatina status verkregen door een verkoop van ruim twee miljoen. In het Verenigd Koninkrijk kwam het album binnen op de vijfde plek en steeg uiteindelijk in de 34e week door naar de vierde positie. In juli van 2007 was het album al 827.000 maal verkocht en heeft hiermee de dubbelplatinastatus bereikt. In Duitsland debuteerde het eveneens op de toppositie en besteedde 49 weken in de top tien. Het is vijf maal platina gegaan.
In de Nederlandse Album Top 100 kwam het album binnen op de zevende plek om vervolgens langzaam te zakken. Het had een tweede run nodig om de tweede positie te bereiken (de piek) en verbleef in totaal 77 weken in de lijst en heeft de gouden status bereikt.
In maart 2007 heeft het een gouden of platina status verkregen in 25 landen.

### Singles
In april 2006 werd No Hay Igual met Calle 13 in de Verenigde Staten als clubsingle verstuurd. Tegelijkertijd werd Promiscuous met Timbaland in de Noord-Amerikaanse landen als download uitgebracht en later ook fysiek. Het was Furtado's eerste single dat de nummer 1 positie in de Billboard Hot 100 bereikte. Als tegenhanger werd Maneater in Europa en Latijns-Amerika uitgebracht en was het haar eerste nummer 1 notering in het Verenigd Koninkrijk. Het behaalde de top tien in de Nederlandse Top 40 en de Vlaamse Ultratop 50 en de top vijf in Duitsland.
De tweede Europese single was Promiscuous en werd eind augustus tot begin september uitgebracht maar deed het minder goed dan de voorganger, op Nederland en Vlaanderen na, waar het respectievelijk de negende en zesde plek scoorde. Desondanks bereikte het de top vijf in het Verenigd Koninkrijk en de top tien in andere landen waaronder Duitsland. In Noord-Amerika werd weer Maneater uitgebracht en deze deed het ook minder dan de voorganger door zowel in Canada als in de Verenigde Staten de top twintig te bereiken.
Opnieuw werden de derde en vierde single kruislings gelanceerd. Voor Noord-Amerika was de keuze gevallen op Say It Right en voor Europa werd gekozen voor All Good Things (Come to an End), waarbij beide singles in november en december werden uitgebracht. In Latijns-Amerika viel de keuze echter op No Hay Igual en als vierde single werd Te Busqué. Met Say It Right werd opnieuw in de Verenigde Staten de toppositie bereikt en moest deze afstaan aan een andere Timbalandproductie: What Goes Around... van Justin Timberlake. All Good Things bereikte de in het Verenigd Koninkrijk de top vijf en behaalde de eerste plek in Nederland, Vlaanderen en Duitsland. Na de Europese release van Say It Right bereikte deze de top vijf in Duitsland en de top tien in het Verenigd Koninkrijk en was het Furtado's succesvolste single in Nederland na All Good Things, met de tweede plek in de Top 40, en bereikte het de vijfde plek in Vlaanderen.
Bij de vijfde single werd er in verschillende regio's andere singles uitgebracht. In Noord-Amerika en Vlaanderen werd Do It uitgebracht, in het Verenigd Koninkrijk In God's Hands, in Latijns-Amerika Say It Right en vanwege de destijds hoge populariteit van Juanes werd in Nederland Te Busqué als radiosingle uitgebracht, dat een vierde plek opleverde. Furtado noemde in mei 2007 de mogelijkheid om een zesde en een zevende single uit te brengen, het voorbeeld volgend van Nickelback's All the Right Reasons en PCD van de Pussycat Dolls. Na Say It Right werden in Nederland nog Do It en In God's Hands uitgebracht, die voor top twintig noteringen zorgden.

## Tracklist

### Standaardeditie
| #  | Titel                                     | Schrijvers                                                    | Producer(s)                     | Lengte |
| -- | ----------------------------------------- | ------------------------------------------------------------- | ------------------------------- | ------ |
| 1  | "Afraid" (met Attitude)                   | Nelly Furtado, Tim "Attitude" Clayton, Nate Hills, Tim Mosley | Timbaland, Danja                | 03:35  |
| 2  | "Maneater"                                | Furtado, Jim Beanz, Hills, Mosley                             | Timbaland, Danja                | 04:25  |
| 3  | "Promiscuous" (featuring Timbaland)       | Furtado, Clayton, Mosley, Hills                               | Timbaland, Danja                | 04:02  |
| 4  | "Glow"                                    | Furtado, Hills, Mosley, Nisan Stewart                         | Timbaland, Danja                | 04:02  |
| 5  | "Showtime"                                | Furtado, Hills                                                | Danja                           | 04:15  |
| 6  | "No Hay Igual"                            | Furtado, Hills, Mosley, Stewart                               | Nisan Stewart, Timbaland, Danja | 03:36  |
| 7  | "Te Busqué" (met Juanes)                  | Furtado, Juanes, Lester Mendez                                | Lester Mendez                   | 03:38  |
| 8  | "Say It Right"                            | Furtado, Hills, Mosley                                        | Timbaland, Danja                | 03:43  |
| 9  | "Do It"                                   | Furtado, Stewart, Mosley                                      | Timbaland, Danja                | 03:41  |
| 10 | "In God's Hands"                          | Furtado, Rick Nowels                                          | Furtado, Rick Nowels            | 04:13  |
| 11 | "Wait for You"                            | Furtado, Hills, Mosley                                        | Timbaland, Danja                | 05:11  |
| 12 | "Somebody to Love" (Internationale bonus) | Furtado, Nowels                                               | Furtado, Nowels                 | 04:56  |
| 13 | "All Good Things (Come to an End)"        | Furtado, Hills, Chris Martin, Mosley                          | Timbaland, Danja                | 05:11  |

De iTuneseditie heeft de gesproken tussenstukjes als aparte nummers staan, terwijl de fysieke editie deze voor of achter een nummer heeft staan.

### Bonus tracks
1. "What I Wanted" (Nelly Furtado, Mendez) – 04:37 met "Wait for You" interlude (Promiscous CD)
2. "Somebody to Love" (Furtado, Nowels) – 4:56 (Internationale editie/Furtado, Nowels)
3. "Te Busqué" (Spaanse versie) (met Juanes) - 03:38 (Canada/VS/Latijns-Amerika/Spaanse bonus) 1
4. "All Good Things (Come to an End)" (met Zero Assoluto) – 05:11 (Italiaanse bonus)
5. "All Good Things (Come to an End)" (met Di Ferrero) – 05:11 (Braziliaanse bonus)
6. "Maneater" (met Da Weasel) – 03:32 (Portugese bonus)
7. "Let My Hair Down" (Furtado, Gerald Eaton, Brian West/Ireland/Japan/UK bonus) – 03:38
8. "Undercover" – 03:56 (Furtado, Mendez/Maneater CD)
9. "All Good Things (Come to an End)" (live at Radio Comercial Lissabon) – 03:50 (Portugese bonus)
10. "Maneater" (live at Radio Comercial Lisbon) – 03:22 (Portugese bonus)[4]
11. "Runaway" (Furtado, Nowels/International Edition) - 04:14

1 In Spanje staat de Spaanse versie van Te Busqué als zevende nummer en staat de semi-Engelse versie als bonustrack.

### International Tour Edition
De eerste cd bevat de standaardeditie van het album.
CD2
1. "Let My Hair Down" – 03:38
2. "Undercover" – 03:56
3. "Runaway" – 4:14
4. "Te Busque" (Spaanse version) – 03:38
5. "No Hay Igual" (remix) (met Calle 13) – 03:40
6. "All Good Things (Come to an End)" (remix) (feat. Rea Garvey) – 03:57
7. "Crazy" (live Radio 1 Music session) – 03:25
8. "Maneater" (live from Sprint Music Series) – 03:00
9. "Promiscuous" (live at The Orange Lounge) (feat. Saukrates) – 04:05

### Spaanse / Limited Summer edition
De eerste cd bevat de standaardeditie van het album.
1. Te Busqué (Spaanse version) (met Juanes) – 03:38
2. "En las Manos de Dios" (Spaanse versie van In God's Hands ) – 04:30
3. "Lo Bueno Siempre Tiene un Final" (Spaanse versie van All Good Things (Come to an End)) – 04:25
4. "Dar" (Spaanse versie van Try) – 04:40
5. No Hay Igual (met Calle 13) – 3:40 (alleen in Latijns-Amerika)

### Mixes and Remixes Limited edition
De eerste cd bevat de standaardeditie van het album.CD2
1. Maneater (Glam As You Mix By Guena LG)
2. Promiscuous (Axwell Remix)
3. All Good Things (Come To An End) (Dave Aude Radio Mix)
4. Say It Right (Friscia & Lamboy Electrotribe Club Mix)
5. I'm Like A Bird (Junior Vasquez Club Anthem Remix)
6. Maneater (Peter Rauhofer Reconstruction Mix Part 1)
7. Promiscuous (Ralphi Rosario Radio Mix)
8. All Good Things (Kaskade Radio Mix)
9. Say It Right (Guena LG Club Mix)

## Singleschronologie
| 1. "Promiscuous" 2. "Maneater 3. "Say It Right" 4. "All Good Things (Come to an End)" 5. "Do It" 1. "No Hay Igual" (club single) 2. "Promiscuous" 3. "Maneater" 4. "Say It Right" 5. "All Good Things (Come to an End)" 6. "Do It" 1. "Maneater" 2. "Promiscuous" 3. "All Good Things (Come to an End)" 4. "Say It Right" 5. "In God's Hands" 6. "Do It" 1. "Maneater" 2. "Te Busqué" (feat. Juanes) 3. "All Good Things (Come to an End)" 4. "Say It Right" |  | 1. "Maneater" 2. "No Hay Igual" (remix featuring Calle 13) 3. "Te Busqué" featuring Juanes (radio alleen) 4. "Promiscuous" 5. "Say It Right" 1. "Maneater" 2. "Promiscuous" 3. "All Good Things (Come to an End)" 4. "Say It Right" 5. "Te Busqué" 6. "Do It" 7. "In God's Hands" 1. "Maneater" 2. "No Hay Igual" 3. "Promiscuous" 4. "Te Busqué" 5. "Say It Right" 6. "All Good Things (Come to an End)" |

## Hitlijsten

### Album
| Chart (2006)                      | Piek  | Ref    | Verkopen   | Status     | Ref        |
| --------------------------------- | ----- | ------ | ---------- | ---------- | ---------- |
| Australische albumlijst           | 4     | [ 5 ]  | Platina    | 70.000+    |            |
| Britse albumlijst                 | 5     | [ 5 ]  | 2× Platina | 827.800+   |            |
| Canadese Hot 200                  | 1     | [ 5 ]  | 5× Platina | 500.000+   |            |
| Belgische albumlijst              | 12    | [ 6 ]  |            |            |            |
| Deense albumlijst                 | 22    | [ 7 ]  |            |            |            |
| Duitse albumlijst                 | 1 (4) | [ 5 ]  | 5× Platina | 1.000.000+ | [ 8 ]      |
| Estische albumlijst               | 2     | [ 9 ]  |            |            |            |
| Finse albumlijst                  | 13    | [ 10 ] |            |            |            |
| Franse albumlijst                 | 28    | [ 5 ]  |            |            |            |
| Griekse Internationale Albumchart | 3     | [ 11 ] | Goud       | 20.000+    | [ 12 ]     |
| Hongaarse albumlijst              | 13    | [ 13 ] | 2× Platina | 12.000+    |            |
| Ierse albumlijst                  | 11    |        | Platina    | 15.000+    | [ 14 ]     |
| Italiaanse albumlijst             | 25    | [ 5 ]  | Platina    | 80.000+    | [ 15 ]     |
| Japanse albumlijst                | 45    | [ 16 ] |            |            |            |
| Mexicaanse albumlijst             | 1     | [ 17 ] | Platina    | 50.000+    | [ 18 ]     |
| Nederlandse Album Top 100         | 2     | [ 19 ] | Goud       | 35.000+    | [ 18 ]     |
| Nieuw-Zeelandse albumlijst        | 1     | [ 5 ]  | 2× Platina | 30.000+    | [ 20 ]     |
| Noorse albumlijst                 | 10    | [ 21 ] | Goud       | 15.000+    | [ 18 ]     |
| Oostenrijkse albumlijst           | 2     | [ 5 ]  | Platina    | 20.000+    | [ 22 ]     |
| Poolse albumlijst                 | 9     | [ 23 ] | Diamant    | 120.000+   | [ 24 ]     |
| Portugese Albumchart              | 10    | [ 25 ] | 2× Platina | 40.000+    | [ 25 ]     |
| Taiwanese albumlijst              | 5     | [ 26 ] |            |            |            |
| Tsjechische albumlijst            | 6     | [ 27 ] |            |            |            |
| Verenigde Staten Billboard 200    | 1     | [ 5 ]  | Platina    | 2.000.000+ | [ 18 ]     |
| Zweedse albumlijst                | 7     | [ 28 ] | Goud       | 35.000+    | [ 29 ]     |
| Zwitserse albumlijst              | 1     | [ 5 ]  | 60.000+    | [ 30 ]     | 2x Platina |
| Zuid-Afrikaanse albumlijst        | 3     |        | Platina    | 30.000+    | [ 15 ]     |
| Wereldwijd                        | —     |        |            | 3.737.775+ | [ 31 ]     |

### Singles
| Single met eventuele hitnotering(en) in de Nederlandse Top 40 | Datum van verschijnen | Datum van binnenkomst | Hoogste positie | Aantal weken | Opmerkingen                     |
| ------------------------------------------------------------- | --------------------- | --------------------- | --------------- | ------------ | ------------------------------- |
| Maneater                                                      | 2006                  | 03-06-2006            | 10              | 12           |                                 |
| Promiscuous                                                   | 2006                  | 09-09-2006            | 9               | 13           | met Timbaland / Alarmschijf     |
| All Good Things (Come to an End)                              | 2006                  | 16-12-2006            | 1(2wk)          | 18           | Alarmschijf                     |
| Say It Right                                                  | 2006                  | 07-04-2007            | 2               | 20           | Alarmschijf                     |
| Te Busqué                                                     | 2006                  | 07-07-2007            | 4               | 13           | met Juanes / Alarmschijf        |
| Do It                                                         | 2007                  | 22-09-2007            | 16              | 10           | met Missy Elliott / Alarmschijf |
| In God's Hands                                                | 2007                  | 22-12-2007            | 15              | 10           | Alarmschijf                     |

## Kredieten en personeel
- Nelly Furtado: vocalen
- Attitude: vocalen
- Rusty Anderson: akoestische gitaar
- David Campbell: dirigent
- Robert Cani: viool
- Luis Conte: percussion
- Larry Corbett: cello
- Maria DeLeon: violin
- Joel Derouin: viool
- Danja: drums, keyboard, piano
- Hilario Duran: piano
- Amen Garabedian: viool
- Gerado Hilera: viool
- Sharon Jackson: viool
- Dean Jarvis: basgitaar
- Juanes: akoestische gitaar, elektrische gitaar
- Suzie Katayama: cello
- Peter Kent: viool

- Greg Kurstin: keyboard
- Jamie Muhoberac: keyboard
- Rick Nowels: gitaar, keyboard, piano
- Blake O: gitaar
- Luis Orbego: percussie
- Stever Richards: cello
- Kevin Rudolf: gitaar
- David Schommer: percussie
- Ramon Stagnaro: akoestische gitaar, elektrische gitaar
- Nisan Stewart: drums
- Daniel Stone: percussie
- Taku Hirano: percussie
- Timbaland: basgitaar, drums, keyboard, percussie
- Josefina Vergara: viool
- Dan Warner: gitaar
- Joey Waronker: drums

### Productie
- Executive producers: Thom Panunzio, Timbaland, Nelly Furtado
- Producer: Timbaland, Danja, Nisan Stewart, Lester Mendez, Rick Nowels, Nelly Furtado
- Stemproducer: Jim Beanz
- Vocaalassistentie: Jim Beanz, Timbaland, The Horace Mann Middle School Choirs
- Engineers: Demacio Castellon, Vadim Chrislov, Ben Jost, Joao R. Názario, James Roach, Kobia Tetey, Joe Wohlmuth
- Assistent engineer: Jason Donkersgoed, Steve Genwick, Kieron Menzies, Dean Reid
- Mixing: Marcella Araica, Demacio Castellón, Bard Haehnal, Dave Pensado, Neal H Pogue
- Mastering: Chris Gerhinger
- A&R: Thom Panunzio, D.J. Mormille
- A&R coördinatie: Evan Peters
- A&R administratie: Jeanne Venton
- Art directie: JP Robinson, Gravillis Inc., Nevis
- Fotografie: Anthony Mandler
- Productiemanager: Cliff Feimann